# Pequeño río frío
El Pequeño río frío es un arroyo de 3.9 millas de largo (6.3 km) en el oeste de Maine en Estados Unidos, que fluye a través de las estribaciones de las Montañas Blancas. Es un afluente del Río Frío, parte de la cuenca de Río Saco.